# Muliza

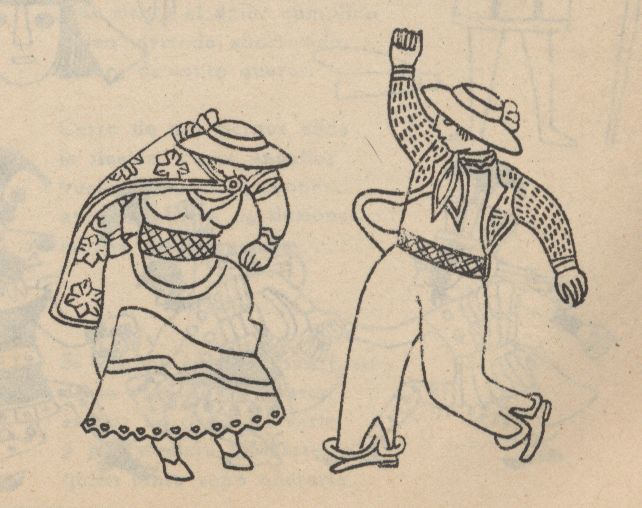
Representación de una pareja en la danza de la muliza.

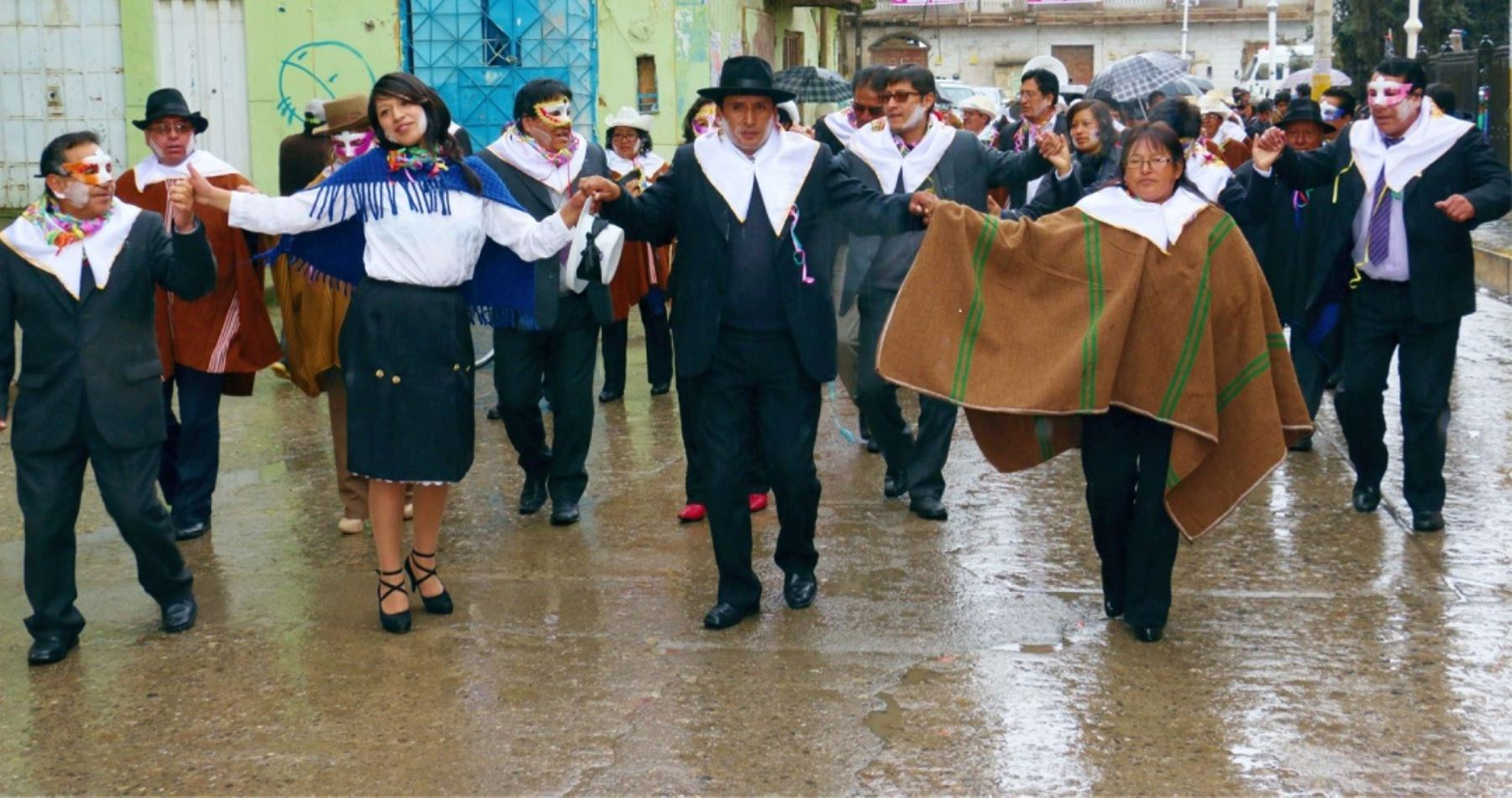
La Muliza es un género Musical nacido en Tarma, así mismo se difunde por todo el Centro del Perú. Es un género de expresión melancólica.

La Muliza es un género musical tradicional que inicio en Cerro de Pasco. Otras fuentes mencionan que nació en Cerro de Pasco (Pasco), disputándose entre ambas ciudades el origen de la danza. El 27 de enero de 2014 el género musical andino “Muliza” fue declarado patrimonio cultural de la Nación, según la resolución viceministerial Nª 007-2014, del Ministerio de Cultura.

## Historia
Su origen se remonta a los tiempos coloniales, a partir de 1778 cuando el rey de España, Carlos III, decreta el Comercio Libre en todas sus colonias. Los negociantes no escatimaron esfuerzos para llegar al Perú en busca del oro y otros minerales existentes en Cerro de Pasco, lo mismo que en Huancavelica, explotada desde 1536.  
La muliza tiene sus orígenes en Cerro de Pasco, y su nombre deriva de "muleros". Debido a que existía una gran producción de minerales en la zona, el comercio se iba acrecentando por lo cual estos minerales eran transportados en mulas para su comercialización, es ahí donde los mineros iban cantando sus alegrías y desamores por las rutas. Posteriormente se expande al Valle del Mantaro.
Parece ser que su origen se encuentra en el comercio minero y el transporte de minerales desde Cerro de Pasco hacia los puertos argentinos. Esta función la realizarían los muleros, quienes a lomos de las  mulas trasportaban el mineral. De este oficio derivaría el nombre de la danza.
Para Rolando Casquero Alcántara:

« [...] la muliza, el canto poema, tiene sus orígenes en el norte de la República Argentina con el nombre original de vidalita, desde cuyas tierras lejanas llegó al Perú Colonial primero y luego durante la época de la Emancipación y República, debido a las inmigraciones e intercambios comerciales de entonces y durante más de siglo y medio ha sido difundido con más propiedad en el centro del país, especialmente en Cerro de Pasco.»

Morales (2017) efectuó la investigación titulada “La Muliza
Tarmeña: Testimonios del Carnaval Tarmeño”, realizado en Tarma;
donde menciona que, la Muliza nace por causa de los muleros, de
ahí su espíritu mestizo, no es expresión del carnaval pero
probablemente se incorporara a este en los años de 1900, la
Muliza tarmeña más antigua es de 1855 y la Muliza cerreña más
antigua es de 1889. En 1990 la Casa de la Cultura de Tarma,
asumió la organización del Carnaval Tarmeño, debido al riesgo de
desaparecer, luego cedió la responsabilidad a la Municipalidad
Provincial de Tarma; en su obra se muestran 48 de las muchas
Mulizas que existen.
García (1973) realizó la investigación titulada “Folklore y Poesía de
la Muliza Tarmeña”, investigación realizada en Tarma y que se
encuentra incluida en la obra titulada “Recopilación de Cuentos,
Leyendas, Sortilegios, Costumbre y Mulizas Tarmeñas” de Raúl
Nieves; donde concluye que, la Muliza sería de origen argentino
con el nombre de Vidalita y vino al Perú por gracia de los arrieros y
los emancipadores, quienes la difundieron por el territorio nacional,
pero fue en Tarma, donde permanece hasta hoy.
Asimismo, Dionicio Rodolfo Bernal afirma que: 

« [...] el origen de la muliza podría hallarse en el comercio de los mulizos arrieros argentinos, al comercializar los metales de Cerro de Pasco (...) trajeron consigo sus cantares populares del norte argentino y los recogidos en el camino.»

La Muliza Jaujina: Bella expresión poético musical de ritmo cadencioso, lleva una alegre fuga de huayno y es interpretada por guitarras, orquesta típica o banda. Fue interpretado por grandes cultores de nuestra música peruana entre ellos podemos mencionar a: Esmila Zevallos, Amanda Portales, Alicia Maguiña y el también compositor Juan Bolívar el “Zorzal jaujino”. La muliza incluso ha sido motivo de inspiración de poetas que residieron en Jauja, como el arequipeño Víctor Vera y el también periodista Aníbal Motto Vivanco, quienes escribieron mulizas.

Actualmente está vinculada al Carnaval.